# Fróði Benjaminsen
Fróði Benjaminsen (přepisem Fródi Benjaminsen; * 14. prosince 1977, Toftir, Faerské ostrovy) je faerský fotbalový obránce resp. defenzivní záložník a reprezentant, hráč faerského klubu Skála ÍF. Mimo Faerské ostrovy působil na klubové úrovni na Islandu. Má na svém kontě nejvíce odehraných zápasů v seniorské reprezentaci Faerských ostrovů ze všech hráčů (celkem 90 k 16. říjnu 2016).

## Klubová kariéra
- B68 Toftir (mládež)
- B68 Toftir 1994–2003
- Fram Reykjavík 2004
- B36 Tórshavn 2005–2007
- HB Tórshavn 2008–

## Reprezentační kariéra
Nastupoval za faerskou fotbalovou reprezentaci do 19 let.
V A-mužstvu Faerských ostrovů debutoval 18. 8. 1999 v přátelském utkání v Tórshavnu proti reprezentaci Islandu (prohra 0:1). V roce 2010 se stal stálým kapitánem faerské reprezentace (kapitánskou pásku poprvé navlékl již o rok dříve).